# Jean Domat

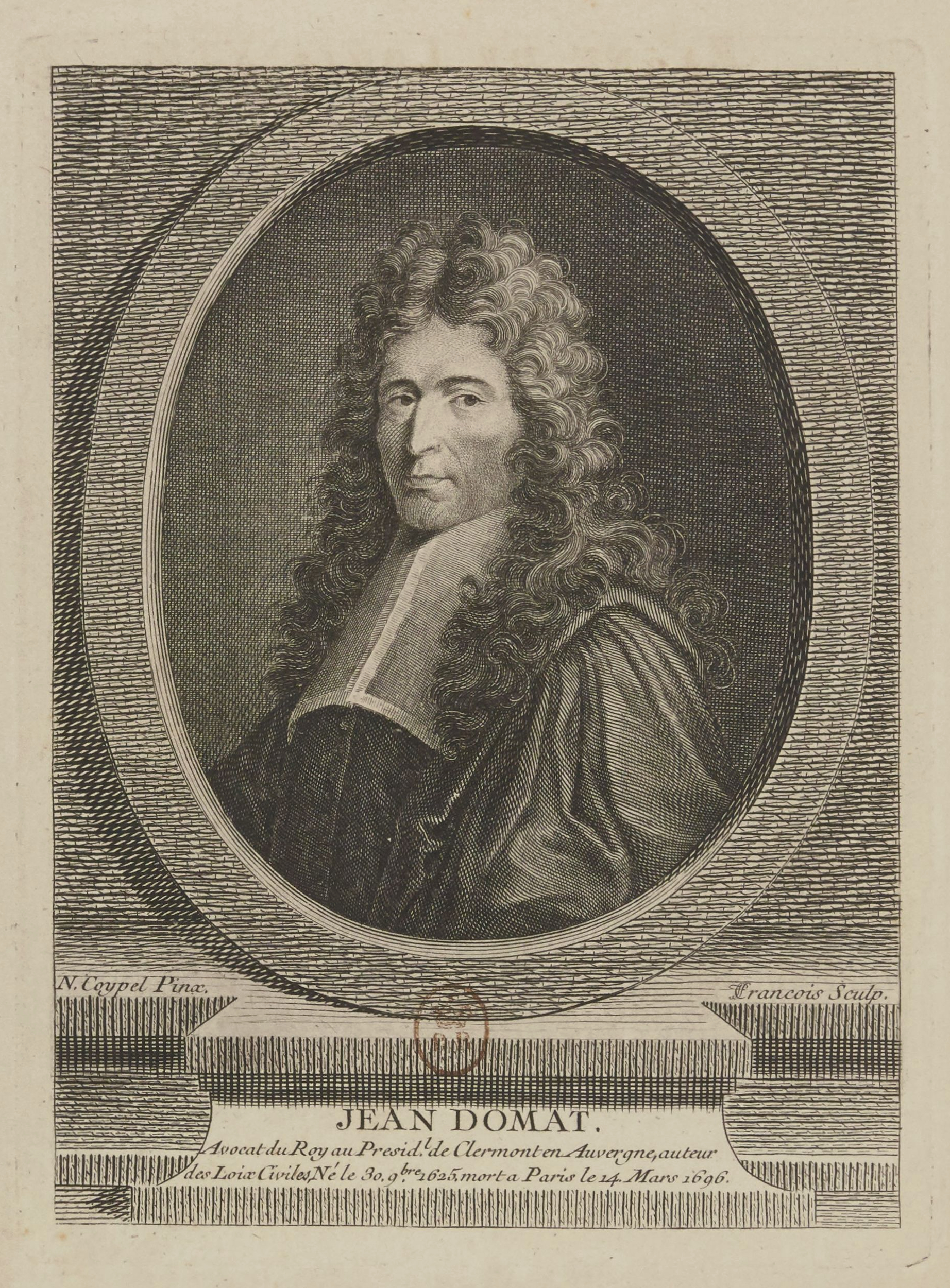
Jean Domat

Jean Domat (* 30. November 1625 Clermont; † 14. März 1696 Paris) war ein französischer Rechtsgelehrter. Von der Naturrechtslehre beeinflusst, galt er neben Robert-Joseph Pothier als maßgeblicher Kopf für eine Neuordnung des römischen Rechtsstoffs im 18. Jahrhundert.

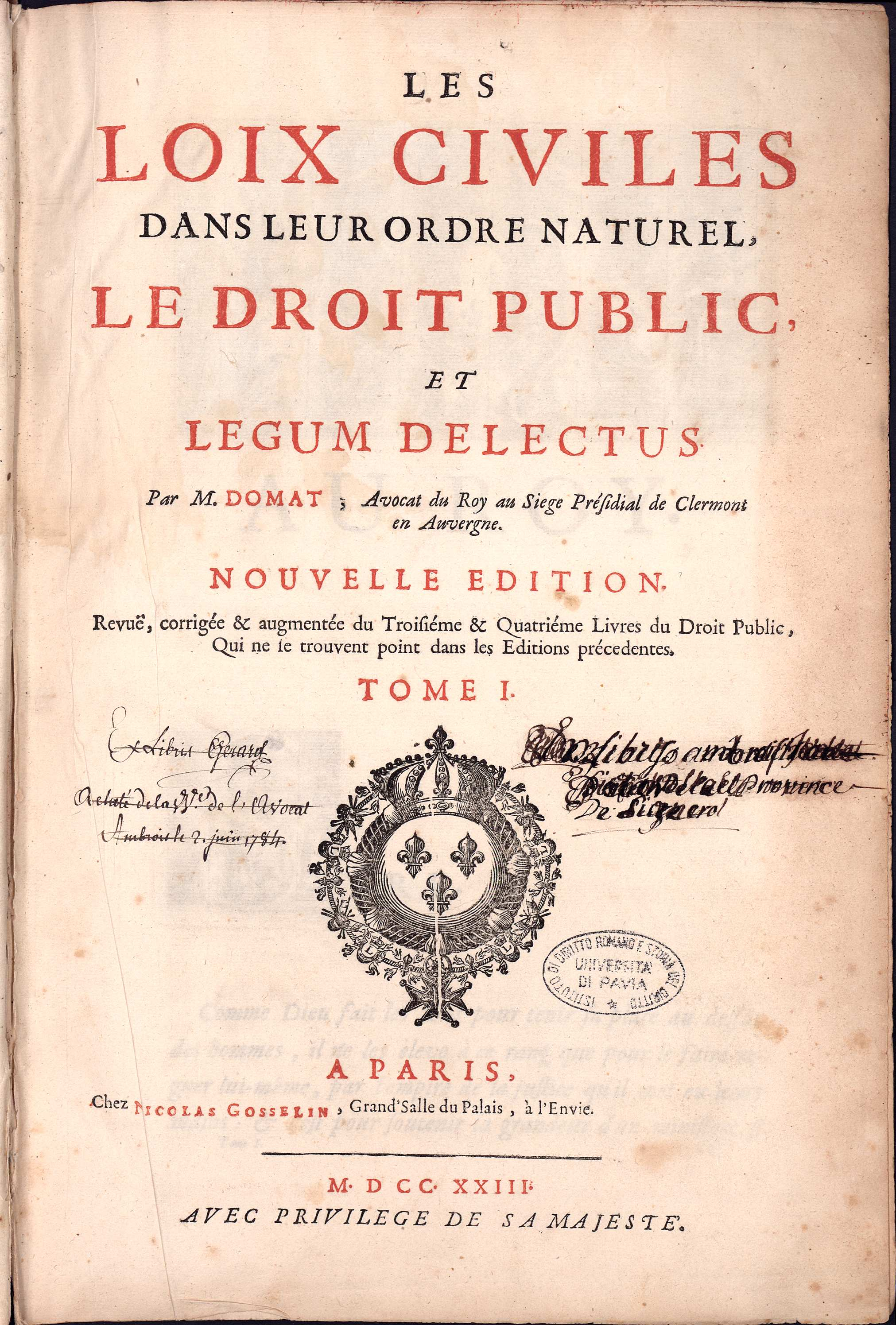
Le loix civiles dans leur ordre naturel, ed. 1723.

Er war ein Aktivist des Jansenismus und mit Blaise Pascal befreundet. Im Zeitraum von 1689 bis 1695 veröffentlichte er sein fünfbändiges Werk Les lois civiles dans leur ordre naturel (Zivilrecht in natürlicher Ordnung). Er hatte sich zur Aufgabe gemacht, die ungeordneten römischen Gesetze in einen systematischen Zusammenhang zu bringen. Neben den Abhandlungen Pothiers gilt das Werk als wichtige Quelle für die spätere französische Gesetzgebung durch den Code civil.
Letztlich war es beiden den Rechtsdenkern nicht vergönnt, ihren dogmatischen Stempel – über Frankreich hinaus – auch der europäischen Jurisprudenz aufzudrücken und somit einen lebendigen Geist der römischen Rechtswissenschaft in Europa erstehen zu lassen. Langfristig mündeten die Ansätze in eine Sackgasse. Die Vorstellungen, dass ein rein römisches Recht in Umsetzung gebracht werden könnte, scheiterten am Praktikabilitätsbedürfnis. Recht sollte alltagstauglich sein. Das wiederum stellte der usus modernus besser in Aussicht. Später dann überholten die vernunftrechtlich geprägten Ideen für eine revolutionäre Gesetzgebung die Ereignisse. Auf dem Höhepunkt angelangt, wurde eine vollständig neue Gesellschaftsordnung eingefordert.